# Bronisława Kondratowicz
Bronisława Kondratowicz (z domu Łapczyńska, ur. 1854 w Płocku, zm. 26 lutego 1949 w Zakopanem w "Chałupie pod wykrotem") – polska kolekcjonerka sztuki ludowej, badaczka folkloru góralskiego.

## Życiorys
Pochodziła z rodziny inteligenckiej (ojciec był powstańcem listopadowym, uczył w gimnazjum). Wyszła za mąż za Hieronima Kondratowicza (zm. 1923) (specjalistę od spraw górniczych). Zamieszkiwali początkowo w Zagłębiu Dąbrowskim, potem w Rosji, a ostatecznie w Warszawie (od 1906 do 1923). W latach 1900–1905 przemycała przez granice zaborów różnego rodzaju materiały niepodległościowe, głównie broszury i prasę. Brała udział w różnych akcjach niepodległościowych.  Po 1894 corocznie przyjeżdżała w Tatry, stopniowo coraz głębiej angażując się w poznawanie i badanie kultury, tradycji i folkloru góralskiego. Jej bliskimi znajomymi stali się m.in. rodzina Dembowskich, Sabała, Stanisław Witkiewicz, Wojciech Brzega, Tytus Chałubiński, Karol Prószyński i Bartłomiej Obrochta. Po śmierci męża zamieszkała w „Chałupie pod wykrotem", którą zaprojektowała wraz ze Stanisławem Witkiewiczem 
Pochowano ją (zgodnie z jej wolą) w pobliżu grobów Stanisława Witkiewicza i Dembowskich na Starym Cmentarzu w Zakopanem.

## Dorobek artystyczny
Działała w Muzeum Tatrzańskim oraz w PTK, współpracowała z warszawskim Muzeum Etnograficznym. Była znana z fotografii tradycyjnego stylu budownictwa. Jedno z jej zdjęć prezentuje ulicę jak na Spiszu słowackim, z rzędem domów z półszczytowymi góralskimi dachami wraz z koszyczkami i sterczynami. Swoje zdjęcia publikowała m.in. w albumie „Wieś i miasteczko", a także w „Budownictwie drzewnym i wyrobach z drzewa w dawnej Polsce" Zygmunta Glogera. Podarowała TOnZP kolekcję fotografii zabytków budownictwa drewnianego. Zbierała egzemplarze sztuki ludowej nie tylko z Podhala, ale też ze Śląska i innych regionów górskich. Oddawała się również fotografii i poznała biegle gwarę podhalańską. Dużą część swoich zbiorów przekazała potem Muzeum Tatrzańskiemu. Niektóre z nich to: osiemnastowieczna rzeźba świętego Marka Ewangelisty, pochodząca z Czarnego Dunajca; krucyfiks ze Starego Bystrego; obraz Świętej Rodziny przy pracy z Kluszkowiec; krzesiwko do niecenia ognia; górniczy kaganek; przyrząd do kręcenia powrozów i kołowrotek z Czarnego Dunajca; samorodny korzeń z Kościeliska. Była źródłem wielu informacji o historii Tatr i Podtatrza, a zwłaszcza Zakopanego.

## Odniesienia kulturowe
Włodzimierz Wnuk nakreślił jej portret w swojej powieści „Ku Tatrom".
Kazimierz Mokłowski w swojej książce „Sztuka Ludowa" z 1903r.  użył zdjęć przez nią wykonanych (ss. 463, 464, 465) oraz naszkicował „Szczyt z Będzina, Gubernia Piotrkowska" na podstawie jej zdjęcia (s. 479)